# Albert Lamarque
Pour les articles homonymes, voir Lamarque.
Albert Lamarque, né le 14 mars 1885 à Pau et mort le 1er avril 1970 à La Seyne-sur-Mer, est un homme politique français.

## Détail des fonctions et des mandats
Mandats parlementaires
- 7 novembre 1948 - 18 mai 1952 : Sénateur du Var
- 18 mai 1952 - 8 juin 1958 : Sénateur du Var